# NFLヨーロッパ
NFLヨーロッパ(NFLE)は2007年まで存在したアメリカンフットボールを世界的に普及していこうという目的でNFLが主催したリーグ戦である。毎年4～6月にかけてヨーロッパ各地に本拠地を置く6チームによって総当り2回制のリーグ戦を行い、その成績上位2チームが決勝戦「ワールドボウル」に出場できた。
大会は1991年に「ワールドリーグ・オブ・アメリカンフットボール」(WLAF)としてはじまり、アメリカ、カナダ、ヨーロッパを本拠地とする10チームによって行われたが、ヨーロッパチームの好調が影響し、アメリカ国内での人気が予想どおりには得られなかった。2シーズン行われたが抜本的改革が必要と判断され3シーズン目は中止された。しかしNFLは春季教育リーグとしてのWLAFを重要視しており、ヨーロッパに限定したリーグとして1995年に復活させた。1998年にNFLヨーロッパに名称変更された。2007年6月29日、ロジャー・グッデルNFLコミッショナーにより、2007年シーズンを最後に解散することが発表された。
選手はNFLチームから派遣される若手選手と、アメリカ国籍以外の選手でトライアウトから選抜されたナショナルプレーヤーの2通りあり、下記の日本人選手はナショナルプレーヤーに入る。日本から1996年以降、辻治人(QB) (辻はアメリカ国籍を持たない外国人QBとしてNFL史上初)、阿部拓朗(LB)、河口正史(LB)、中村多聞(RB)、天谷亮仁(WR)、石田力哉(LB)、里見恒平(CB)、井本圭宣(WR)、波木健太郎(QB)、木下典明(WR)（順不同）などが参戦したが、NFL入団の切符を手に入れたものは出なかった。

## 参加していたチーム
| 北米地区                              | 所属期間  |
| ------------------------------------- | --------- |
| バーミングハム・ファイヤー            | 1991-1992 |
| モントリオール・マシーン              | 1991-1992 |
| ニューヨーク/ニュージャージー・ナイツ | 1991-1992 |
| オハイオ・グローリー                  | 1992      |
| オーランド・サンダー                  | 1991-1992 |
| ローリー＝ダーラム・スカイホークス    | 1991      |
| サクラメント・サージ                  | 1991-1992 |
| サンアントニオ・ライダーズ            | 1991-1992 |

| 欧州地区                          | 所属期間                   |
| --------------------------------- | -------------------------- |
| アムステルダム・アドミラルズ      | 1995-2007                  |
| バルセロナ・ドラゴンズ            | 1991-1992, 1995-2003       |
| ベルリン・サンダー                | 1999-2007                  |
| ケルン・センチュリオンズ          | 2004-2007                  |
| フランクフルト・ギャラクシー      | 1991-1992, 1995-2007       |
| ハンブルク・シーデビルズ          | 2005-2007                  |
| ロンドン/イングランド・モナークス | 1991-1992, 1995-1997, 1998 |
| ライン・ファイヤー                | 1995-2007                  |
| スコティッシュ・クレイモアーズ    | 1995-2004                  |